# Berg (Alta Franconia)
Berg è un comune tedesco situato nel land della Baviera.